# بلاني
بلاني (بالفارسية: پلانی) هي قرية تقع في البلدة المركزية في إيران. يقدر عدد سكانها بـ 487 نسمة بحسب إحصاء 2016.